# Indiángébics
Az indiángébics  (tökfej gébics, Lanius ludovicianus) a verébalakúak (Passeriformes) rendjébe tartozó gébicsfélék (Laniidaee) családjában a Lanius nem egyik faja.

## Származása, elterjedése
Kanada, az Amerikai Egyesült Államok, Mexikó és a Turks- és Caicos-szigetek területén honos.

## Alfajai
- Lanius ludovicianus anthonyi
- Lanius ludovicianus excubitorides
- Lanius ludovicianus gambeli
- Lanius ludovicianus grinnelli
- Lanius ludovicianus ludovicianus
- Lanius ludovicianus mearnsi
- Lanius ludovicianus mexicanus
- Lanius ludovicianus miamensis
- Lanius ludovicianus migrans
- Lanius ludovicianus nelsoni
- Lanius ludovicianus sonoriensis

## Szaporodása
Egy fészekalja 4-8 tojás.